# Australobolbus aridulus
Australobolbus aridulus är en skalbaggsart som beskrevs av Henry Fuller Howden 1992. Australobolbus aridulus ingår i släktet Australobolbus och familjen Bolboceratidae. Inga underarter finns listade.